# Drei Farben: Weiß
Drei Farben: Weiß ist der zweite Teil der Drei-Farben-Trilogie des polnischen Regisseurs Krzysztof Kieślowski über die drei Farben der französischen Flagge, die symbolisch für Freiheit, Gleichheit und Brüderlichkeit stehen. Das Thema des zweiten Films der Trilogie ist die Gleichheit. Die Beziehung zwischen Karol, einem polnischen Friseur, und der schönen Dominique, von der er sich abhängig erweist, erscheint als Gegenentwurf zur Gleichheit.

## Handlung
Karol, einst als junger Mann aus Polen nach Frankreich emigriert, lebt mit seiner französischen Frau in Paris. Als Dominique ihn verstößt, da er ihren sexuellen Leidenschaften nicht mehr gerecht wird, bricht für ihn eine Welt zusammen. Nach der Scheidung streift Karol mittel- und hoffnungslos durch die Pariser Metro. Hier freundet er sich mit Mikołaj an, einem zwar ebenfalls hoffnungslosen, aber sehr wohlhabenden Landsmann. Mikołaj, den Todessehnsüchte plagen, hilft Karol bei dessen Rückkehr nach Polen. Angetrieben vom Wunsch, sich an Dominiques Demütigung zu rächen, entwickelt er sich in seiner alten Heimat zum cleveren Geschäftsmann und spekuliert erfolgreich mit Grundbesitz. Da in den Wirren des frühen postkommunistischen Polen alles für Geld zu beschaffen ist, kauft Karol schließlich eine nicht mehr identifizierbare Leiche und inszeniert seinen eigenen Tod, um Dominique nach Polen zur Beerdigung zu locken. Der Plan gelingt, und zunächst sieht alles nach einer hinterlistigen Racheintrige aus, doch letztlich ist die Wiederherstellung der Gleichheit Karols eigentliches Motiv.

## Thematik
Der Film begegnet dem Thema Gleichheit zynisch. Niemand wolle in Wirklichkeit Gleichheit, so Kieślowski. So auch Karol, der nicht Gleichheit, sondern besser als andere sein wolle.

## Kritiken
Der film-dienst lobte Kieślowskis Film für seine Darstellerleistungen. Drei Farben: Weiß enttäusche jedoch, „weil seine Bezüge zum Thema ‚Gleichheit‘ vage bleiben und Handlungsstränge und Motive beliebig nebeneinanderstehen“ würden.

## Auszeichnungen
Auf den Internationalen Filmfestspielen Berlin 1994 wurde Drei Farben: Weiß für den Goldenen Bären nominiert und mit einem Silbernen Bären für die Beste Regie ausgezeichnet.